# Verwaltungsgemeinschaft Hohe Rhön
De Verwaltungsgemeinschaft Hohe Rhön  in de Thüringische landkreis Schmalkalden-Meiningen is een gemeentelijk samenwerkingsverband waarbij zestien gemeenten zijn aangesloten.

## Geschiedenis
Het bestuurscentrum bevond zich in Kaltensundheim tot op 1 januari 2019 Andenhausen,  Aschenhausen, Fischbach/Rhön, Kaltenlengsfeld, Kaltensundheim, Kaltenwestheim, Melpers, Mittelsdorf, Oberkatz en Unterweid opgingen in de stad Kaltennordheim. De nieuwe gemeente werd opgenomen in de Verwaltungsgemeinschaft en werd het nieuwe bestuurscentrum.

## Deelnemende gemeenten
1. Birx
2. Erbenhausen
3. Frankenheim/Rhön
4. Kaltennordheim
5. Oberweid

Aschenhausen ·
Belrieth ·
Birx ·
Breitungen/Werra ·
Brotterode-Trusetal ·
Christes ·
Dillstädt ·
Einhausen ·
Ellingshausen ·
Erbenhausen ·
Fambach ·
Floh-Seligenthal ·
Frankenheim/Rhön ·
Friedelshausen ·
Grabfeld ·
Kaltensundheim ·
Kaltenwestheim ·
Kühndorf ·
Leutersdorf ·
Mehmels ·
Meiningen ·
Melpers ·
Neubrunn ·
Oberhof ·
Oberkatz ·
Obermaßfeld-Grimmenthal ·
Oberweid ·
Rhönblick ·
Rippershausen ·
Ritschenhausen ·
Rohr ·
Rosa ·
Roßdorf ·
Schmalkalden ·
Schwallungen ·
Schwarza ·
Steinbach-Hallenberg ·
Stepfershausen ·
Sülzfeld ·
Untermaßfeld ·
Unterweid ·
Utendorf ·
Vachdorf ·
Wasungen ·
Zella-Mehlis

Verwaltungsgemeinschaften: Dolmar-Salzbrücke · Hohe Rhön · Wasungen-Amt Sand